# マネー・マネージメント・ファンド
マネー・マネジメント・ファンド（英: money management fund、通称：MMF）は、換金性が高い追加型公社債投信の一種である。外貨建のMMFと区別するため「日本円MMF」などと言われる場合もある。

## 概要
1971年、慢性インフレ下のアメリカでマネー・マーケット・ファンドが誕生した。1974年2月、ドレフュス商会（1994年にメロン・フィナンシャルと合併）のハワード・スタインがノーロードのMMFを開発した。ハワードの出身は「Bache & Co.」（現ワコビア）であるが、1967年出版の「Our Crowd」にも登場する金融機関である。年内に7億ドルを売上げ、全米の投信会社が模倣するようになった。こうしたMMFは銀行預金よりも利回りが良かったが、MMFで集めた資金は大口の譲渡性預金を購入しやすい金利のメガバンクへ向かった。ポール・ボルカーはその開発力を称えつつ、しかし銀行を淘汰する性質に対して斬新なら良いわけではないと苦言を呈した。国内の投信熱が冷め切った中で日本へ海外進出する足がかりが模索され、1986年に東京がオフショア市場となった。
日本へは「money market fund」がそのまま輸出されて「外貨建マネー・マーケット・ファンド（外貨MMF）」という名前で販売された。また、それをベースに開発された円建て商品マネー・マネージメント・ファンドの販売が1992年5月より認可された。
類似商品に、購入当日から解約が可能でMMFより極めて安全性が高い（一時的な資金預かり用途の）投信商品である「マネー・リザーブ・ファンド（MRF）」、中期国債を中心とした安定運用を組み換金性が高い「中期国債ファンド（中国F）」などがある。
日本円MMFは、基本的に債券の償還が長期ではない日本国債・普通社債（公社債）と、コマーシャルペーパーや無担保コール・譲渡性預金といった短期金融商品を組み入れ、基準価額が1口=1円(1万口=1万円)となるように運用される。

毎日決算を行い、その日の運用損益を全額分配する実績分配型である（マイナスとなった場合は差し引かれる）。月末の最終営業日後に当月分をまとめて分配する。信託期間は無期限であるが、購入約定後30日未満に解約の場合は手数料相当の信託財産留保額が差し引かれるため、この場合は実質元本割れとなる。
1999年以降の日本銀行のゼロ金利政策により、1年物の定期預金・定額貯金・金銭信託と比べて高利回りである時期が続いた為、預金より僅かでも収益性が優位でリスクが低い円建MMFや中期指向の公社債投信へ資金流入が続いた。

円建MMFは投資信託の中ではローリスク・ローリターン商品であるが、後述の通りファンドの運用先によっては元本割れのリスクが存在するので、ペイオフ上限額までは円貨定期預金あるいは普通預金などの方が元本保証の確実性は高い。なお、銀行商品であっても仕組預金・通常の金融債・ヒットなどはMMFと同様に所定期間内で中途解約を行った場合は実質元本割れとなる場合がある。
2016年2月の日銀のマイナス金利政策導入を受け運用が困難となったため、全運用会社が繰り上げ償還を行う見通しとなったことが同年3月8日に報じられた。

### 販売箇所
日本で金融ビッグバンが発生する1998年以前までは証券会社に限り取り扱われてきたが、ビッグバン以降、銀行・信用金庫などの金融機関と証券仲介業者（販売会社）でも販売されている。販売会社によっては窓口販売の他、インターネットトレード・インターネットバンキング、電話注文（テレホンバンキング）でも取り扱っている。また、確定拠出型年金の運用商品としても販売金融機関（銀行・証券）によっては取り扱いがある。
かつては東海銀行・UFJ銀行の現金自動預け払い機（ATM）でMMFの購入をキャッシュカードの普通預金口座残高から振り替える形で取り扱っていたが（投資信託取引口座の開設が予め必要）、2004年頃に取りやめている。野村證券では証券総合取引口座を開設していない顧客の預かり金口座として、MRFではなくMMFが設定されるため、入金（買付）後30日以内の出金（中途解約）を行った場合は元本割れが生ずる。
購入手数料を課さないノーロード商品であり、購入当初の最小購入単位は1円、100円、1万円以上1円単位など運用会社や販売会社の定めによって区々である。なお、設定（募集）当初の基準価格は1万口あたり1万円と定めているファンドが多い。
上述の日銀マイナス金利導入により全ての運用会社で買い付けを廃止し、2017年2月時点で販売しているところはない。

## 基準価格割れ
- 2000年に大正生命保険が筆頭株主のクレアモントキャピタル代表者による特別背任によって倒産したことから、同一資本下の三洋投信委託(現プラザアセットマネジメント)の信用不安が発生。同社運用のMMFは大量解約による信託財産減少により基準価格が1万口=1万円を割り込み、日本においてMMFの元本割れが初めて生じた。
- 2001年にマイカル（9月）・エンロン（12月）が破綻。両社の社債がデフォルトを引き起こしたため、それを組み入れていた債券運用型投資信託は評価額が大きく低下した。倒産企業の社債をMMFに組み込んでいた三洋投信・日興アセットマネジメント・明治ドレスナー・アセットマネジメント（明治生命保険とアリアンツ傘下のドレスナー銀行の合弁会社、現明治安田アセットマネジメント）など、MMFの基準価格割れを起こす運用会社が続出する事態となった。
  - MMFより収益性を重視する中期国債ファンドにおいても、アメリカ同時多発テロにより倒産した大成火災海上保険のコマーシャルペーパーを組み入れていた三洋投信委託の同ファンドが史上初の元本割れを発生させている。

これら各社では、日本国債の様に元本割れしない絶対的な安定性のある投資先よりも、収益性に偏重して信用リスクがある投資先を幾つか組み入れていたため一定の運用規模があり、限定的な損失で有りながら元本割れしていない他のMMF商品でも連鎖的に解約が一時的に増加した。
元本割れを起こした場合は、約款で買付を制限（新規流入を事実上停止）し払戻しのみの取り扱いとする運用会社が多いが、その様な場合は同じ運用会社で、新たに組成したMMFやそれに代替される商品を設定するケースが殆どである。